# 掛橋愛理
掛橋 愛理（かけはし あいり、1978年7月24日 - ）は、フリーアナウンサーである。

## 概要・経歴
- 北海道札幌市出身。
- 趣味は神社・仏閣巡り、料理、ショッピング。
- 専門学校を卒業後、札幌にて営業職に就く。後にテレビ・イベント制作に携わる。
- 2003年9月～2006年8月、NHK室蘭放送局へ契約キャスターとして入局。『いぶりDAYひだか』のキャスターを担当。
- 2006年9月～、フリーキャスター契約として、引き続き『いぶりDAYひだか』のキャスター・リポーターを続ける。
- 2008年3月31日～2010年3月26日、NHK衛星第1テレビジョン『経済最前線』のキャスターを務める（契約アナウンサー）。同番組出演時点で、芸能事務所エクステンションに所属。
- 2012年秋までのおよそ2年間中国・北京在住。その間の2011年8月8日、アメーバブログにて「掛橋愛理のブログ」を開設。
- 日本帰国後の2013年からの一時期、シー・フォルダに所属。
- 2014年4月から2年間NHK札幌放送局にて『ほっとニュース北海道』のリポーターなどを担当。
- 2016年4月からNHK札幌放送局にてつながる@きたカフェのキャスターを担当。

## 出演番組
現在出演中
過去の出演番組
- 桃源記行 7つのしあわせ 第一シリーズ「烏鎮（ウチン）」（NHK BSプレミアム／2012年6月6日） - 李 飛鶯（リ・ヒヨウ）の声
- 経済最前線（NHK BS1／2008年3月31日～2010年3月26日）
- 日経CNBCキャスター（2013年7月～2014年2月）
- 情報まるごと（NHK総合／2014年4月～2015年3月）-北海道ニュース担当
- ほっとニュース北海道（NHK札幌／2014年4月～2016年3月）-リポーター
- つながる@きたカフェ（NHK札幌／2016年4月～2018年3月）
- ひるまえナマら!北海道（NHK札幌／2018年4月～2020年3月 ）